# 아이돌룸
《아이돌룸》은 대한민국의 케이블 방송 채널인 JTBC에서 2018년 5월 12일부터 2020년 2월 11일까지 방영된 예능 프로그램이다. 주간 아이돌 시즌1 제작진과 MC들이 의기투합해 만들어낸 프로그램이다.

## 진행자
- 형돈이와 대준이

## 방송 시간
| 방송 채널 | 방송 기간                         | 방송 시간                 | 회차       |
| --------- | --------------------------------- | ------------------------- | ---------- |
| JTBC      | 2018년 5월 12일 ~ 2018년 6월 30일 | 매주 토요일 오후 4시 40분 | 1회 ~ 8회  |
| JTBC      | 2018년 7월 3일 ~ 2020년 2월 11일  | 매주 화요일 오후 6시 30분 | 9회 ~ 87회 |

※ 네이버 V LIVE에서는 1회부터 41회까지 방송하였다.

## 편성 변경

### 2018년
- 9월 18일 : 2018 남북정상회담 평양 뉴스특보 관계로 이 날은 9월 19일 0시 20분부터 방송되었다.
- 9월 25일 : 추석특집 방송으로 인한 결방.

### 2019년
- 1월 1일 : SKY 캐슬 12회 재방송으로 인한 결방.
- 2월 5일 : 설특집 방송으로 인한 결방.
- 2월 26일 : 2차 북·미 정상회담 JTBC 뉴스룸 방송으로 인한 결방.
- 11월 19일 : 원래 IZ*ONE이 출연 예정이었으나 2019년 11월 6일 IZ*ONE이 PRODUCE 48 투표 조작 사건에 휘말리며 여론이 급격하게 악화되어 앨범이 미뤄지는 등 상황이 최악의 국면으로 치닫자 아이돌룸 역시 결방을 결정했다.
- 12월 31일 : 2019년 연말로 인해 재방송으로 대체

## 시청률
시청률 조사회사인 TNmS와 닐슨코리아에 따르면 매주 화요일 본방송마다 시청률 0%대를 기록했다. 단, 13 • 26 • 29 • 61회 방송분에서는 1%를 넘는 시청률을 기록하였다.

## 같이 보기
- 주간 아이돌

| JTBC 매주 토요일 저녁 시간대                              | JTBC 매주 토요일 저녁 시간대                 | JTBC 매주 토요일 저녁 시간대                                                |
| 이전 작품                                                 | 작품명                                       | 다음 작품                                                                   |
| --------------------------------------------------------- | -------------------------------------------- | --------------------------------------------------------------------------- |
| 용감한 타향살이 이방인 (2018년 2월 3일 ~ 2018년 3월 31일) | 아이돌룸 (2018년 5월 12일 ~ 2018년 6월 30일) | 뭉쳐야 뜬다 (2018년 10월 27일 ~ 2019년 2월 9일) (토요일 저녁 6시 10분 이동) |
| JTBC 매주 화요일 저녁 6시 30분                            |                                              |                                                                             |
| -                                                         | 아이돌룸 (2018년 7월 3일 ~ 2020년 2월 11일)  | 정치부 회의 편성 넘어옴                                                     |